# Nový Šaumburk
Nový Šaumburk (nesprávně Zubříč) je zřícenina hradu, která leží 0,5 km jižně od obce Podhradní Lhota v okrese Kroměříž. Od roku 1973 je chráněna jako kulturní památka. Kolem hradu vede ze železniční zastávky Podhradní Lhota zelená turistická trasa KČT přes Podhradní Lhotu a Kelčský Javorník do železniční zastávky Loukov.

## Historie
Tento hrad nahradil svého předchůdce – hrad Šaumburk. Poprvé se uvádí roku 1360. Na počátku 15. století jej pro nedostatek peněz zastavil olomoucký biskup Jan XI. Mráz. Od roku 1416 měli hrad v zástavě vladykové z Bítova u Bílovce. Z tohoto rodu jistý Mikuláš zde podnikal loupežné výpravy, a tak byl hrad roku 1451 moravským zemským hejtmanem Janem Tovačovským z Cimburka vykoupen a pobořen. Hrad byl pravděpodobně později obnoven, ale zkázu dovršilo uherské vojsko za česko-uherských válek. V současnosti probíhá postupná konzervace zřícenin.